# Trypanaeus bipustulatus
Trypanaeus bipustulatus är en skalbaggsart som först beskrevs av Fabricius 1801.  Trypanaeus bipustulatus ingår i släktet Trypanaeus och familjen stumpbaggar. Inga underarter finns listade i Catalogue of Life.